# Stephanie Cullen
Stephanie Cullen (ur. 27 listopada 1980 w Bury) – brytyjska wioślarka.

## Osiągnięcia
- Mistrzostwa Świata – Poznań 2009 – czwórka podwójna wagi lekkiej – 2. miejsce[1].
- Mistrzostwa Świata – Bled 2011 – czwórka podwójna wagi lekkiej – 1. miejsce[1]